# Girish Panchwadkar
Girish Panchwadkar (Marathi: गिरीश पंचवाडकर, nacido el 1 de julio de 1960 en Solapur, Maharashtra) es un cantante y director musical hindú. Bastante conocido por la música Marathi Linght.

## Carrera
Aprendió música de su padre, Bhalchandra Panchwadkar . Formó parte de un grupo de música llamado "Kshitij", intérpretes de temas musicales en marathi. Comenzó su desempeño a través de un programa llamado "Shabdswaranche Indradhanushya" en el Solapur en 1992. También ha participado en el "All India Radio", en un evento musical denominado "Solapur" varias veces. El 2 de marzo de 2009 ha realizado en el 'Marathi Bhavgeet Maifal', en el "Rashtrapati Bhavan", organizado en Nueva Delhi, frente al "New Delhi in front of Hon. Rashtrapatiji-Pratibha Patil".
En  2009, el ministro de Energía, Sushilkumar Shinde, lo había invitado para actuar en su residencia en Nueva Delhi. El programa fue muy apreciado por la ministra, Sheila Dikshit y el gobernador Rajasthan Prabha Rau. 
Además interpreta temas musicales de Sudhir Phadke, Suresh Wadkar, Arun Fecha y entre otros.

## Vida personal
Girish, actualmente trabaja en un Banco de Maharashtra desde julio de 1982 y está dedicado también a su vida en la música marathi. Tiene dos hijos, Akshay Panchwadkar y Aaditi Panchwadkar, que también llevan a cabo programas de la música de Marathi junto con él. 

## Lista de Premios
Una lista de los premios reconocidos. 
- Gobierno Maharashtra: Premio Gunwan Kamgar
- Maharashtra Gunijan Ratna Kalagaurva Puraskar, Mumbai
- Premio Mahapour Gaurav - Mejor Artista (Por Solapur Mahanagar Palika)
- Mauli Krutadnyata Gaurav Puraskar, Karad
- Indapur Bhushan Puraskar

## Programas principales y actuaciones
1. Shabdswaranche Indradhanushya, Solapur (1994)
2. Pahatgani ( Diwali Pahat)[1]
3. Akshygani[2]
4. Bhaktirang
5. Marathi Bhavgeet Maifal en Rashtrapati Bhavan (2009)
6. kalawedh
7. Tuze Geet Ganayasathi.. (  Kavivarya Mangesh Padgaonkar)
8. To Rajhans Ek.. (  G. D. Madgulkar)
9. Reshim Gaani ( Smt.Shantabai Shelke)
10. Paus Gaani ( )
11. Madhuchandra.. ( )
12. Aairanichya Deva Tula..( Jagdish Khebudkar)
13. Fulala Mani Vasant..(-Vasant Desai, Vasant Prabhu, & Vasant Pawar)
14. Bhairav te Bharavi ()
15. Kalpavruksha Kanyesathi...( Jankavi P.Sawalaram)
16. Geet-Ramayan ( GD Madgulkar  Sudhir Phadke)
17. Dhundi Kalyana...(  Gr8  Babuji-Sudhir Phadke)